# 小野武雄
小野武雄（おの たけお、1906年 - 1979年）は、日本の英文学者、近世風俗研究家、翻訳家。帝京大学名誉教授。

## 略歴
東京生まれ。1929年早稲田大学卒業。早稲田大学講師、目白女子短期大学助教授、帝京大学教授、同図書館長、1977年定年退任。
初期は英文学を研究、多くの翻訳を刊行、後年はセクソロジー（性科学史）を軸とした訳書や、江戸期の風俗研究の著述活動を行った。

## 著書
- 『西洋古典』（長崎書店、国民良識叢書） 1942 - 1943
- 『西洋文学入門』（湖山社） 1948
- 『この子に幸を』（実業之日本社） 1957
- 『宿題の波紋 母はいつも一年生』（朋文社） 1957
- 『後妻物語』（朱雀社） 1958
- 『リンカーン 民主主義の具現者』（鳳映社、文明の貢献者十人選集） 1959
- 『母の心得帖 子供の性格とその指導』（鳳映社） 1960
- 『実力時代の能力開発法 能力向上・開発のための読書工学』（日本文芸社、NBハウツー・シリーズ） 1968
- 『近代芸術の誕生 文芸復興の研究』（高文堂出版社） 1970
- 『実力時代の能力開発法 失意のとき、この本を読めば人生観がかわるかも知れない』（日本文芸社、ダルマ・ブックス） 1972
- 『江戸時代信仰の風俗誌』（展望社） 1976
- 『吉原・島原』（教育社歴史新書） 1978.8、のち講談社学術文庫 2002.8
- 『流行の風俗図誌』（展望社、江戸風俗図誌5） 1978.11
- 『江戸絵図巡り』（展望社） 1981.1

## 編著
- 『江戸の歳事風俗誌』（展望社、江戸の風俗資料4） 1973、のち講談社学術文庫（単著） 2002.1
- 『浮世床 柳髪新話』（式亭三馬, 滝亭鯉丈校註、展望社、江戸の風俗資料5） 1974
- 『江戸の舞と踊の風俗誌』（展望社） 1974
- 『五街道風俗誌』（展望社、江戸風俗資料7・8） 1974
- 『江戸の舶来風俗誌』（展望社） 1975
- 『商売往来風俗誌』（展望社、江戸風俗資料9） 1975
- 『江戸時代刑罰風俗細見』（展望社） 1976
- 『豪福商人風俗誌』（展望社） 1976
- 『江戸の遊戯風俗図誌』（展望社） 1977.2
- 『見世物風俗図誌』（展望社、江戸時代風俗図誌2） 1977.5
- 『遊女と廓の図誌』（展望社、江戸時代風俗図誌3） 1977.9
- 『札差と両替』（展望社、江戸時代風俗図誌4） 1977.11
- 『職人・街芸人・物貰図絵』（展望社） 1978.4
- 『江戸音曲事典』（展望社、江戸風俗図誌） 1979.10
- 『江戸物価事典』（展望社、江戸風俗図誌） 1979.5

## 翻訳
- 『罪人らの首長に恩寵溢る』（ジョン・バニヤン、新教社出版） 1951
- 『民主資本主義の将来 アメリカ自由社会の解剖』（ハワード・パタースン編、木村元一共訳、青渓書店） 1951
- 『粛清の歴史』（F・ベック, W・ゴディン、国際文化協会） 1954
- 『近代ソ連社会史 ソ連研究の必読文献』（W・W・ロストフ、国際文化研究所） 1955
- 『朝鮮動乱回顧録』（グイー・ウイント、国際文化研究所） 1955
- 『東洋宗教遍歴』（ブレイデン、国際文化研究所） 1955
- 『ソヴェート民族史』（W・コラーズ、国際文化研究所） 1956
- 『煩悶』（J・ウェクスバーク、国際文化研究所、国際新書） 1956
- 『労働服の社長 クライスラー自伝』（ボイデン・スパークス記、ダイヤモンド社） 1956
- 『赤い花弁』（G・ブランデン、国際文化研究所、エンゼル・ブックス） 1957
- 『幸福と繁栄の科学』（D・H・キルファ、青木幹夫共訳、二つの世界社） 1957
- 『草原の嵐』（M・ソロヴィエフ、国際文化研究所、エンゼル・ブックス） 1957
- 『農民英雄』（V・ゴンザレス, J・ゴルキン、野口正城共訳、二つの世界社） 1957
- 『フランス人の眼で 現代ソ連人の生活』（ラァザレフ、鳳映社、海外名著全集） 1957
- 『恐竜』（ロイ・アンドリュース、鳳映社） 1958
- 『ゴビ沙漠を越えて ヒマラヤに住む雪男』（S・ラウイッツ述、ロナルド・ダゥニング編、鳳映社） 1958
- 『妾室の悲劇 拷問・暴行・邪淫に抵抗して』（レオノウェンス女史、鳳映社） 1958
- 『ラ・サール探検記』（フランシス・パークマン編訳、鳳映社） 1959
- 『カテリーナ二世』（ザッヘル・マゾッホ、新流社、世界セクシー文学全集2） 1960
- 『世界セクソロジー全集 第1』（新流社） 1961　
  - 「異常性愛の記録 エロチック・シンボリズム 性愛の告白」（ハヴロック・エリス）
  - 「性愛の精神病理について」（クラフト・エビング）
- 『七曜妃物語』（新流社、世界セクシー文学全集6） 1961
  - 「七曜妃物語」（ニザーミ）
  - 「雲の使」（カーリダーサ）
  - 「インド讃歌集 シッダルータ太子と女官たち」（アスヴァゴーサ）
  - 「インド抒情詩選」
- 『カーマ・スートラ』（新流社、世界セクシー文学全集 別巻2 (性典シリーズ2)） 1961
- 『荒淫の末路』（ザッヘル・マゾッホ、新流社） 1965
- 『ヘレンの日記 若い娘の性の詩』（F・レンゲル、展望社） 1967
- 『男爵夫人カルラ』（M・ネスビット、展望社） 1968
- 『背徳のソナタ』（F・レンゲル、展望社） 1968

## 参考
- http://bookweb.kinokuniya.co.jp/htm/4885461081.html